# Clitellaria ignifera
Clitellaria ignifera är en tvåvingeart som först beskrevs av Enrico Adelelmo Brunetti 1923.  Clitellaria ignifera ingår i släktet Clitellaria och familjen vapenflugor. Inga underarter finns listade i Catalogue of Life.